# بخش کامستاک، شهرستان مارشال، مینه سوتا
بخش کامستاک (به انگلیسی: Comstock Township) یک منطقهٔ مسکونی در ایالات متحده آمریکا است که در شهرستان مارشال، مینه‌سوتا واقع شده‌است.
 بخش کامستاک ۱۱۷٫۲ کیلومتر مربع مساحت و ۱۳۵ نفر جمعیت دارد و ۲۸۵ متر بالاتر از سطح دریا واقع شده‌است.